# Diadocidia sulawesiana
Diadocidia sulawesiana är en tvåvingeart som beskrevs av Sevcik 2005. Diadocidia sulawesiana ingår i släktet Diadocidia och familjen slemrörsmyggor. Inga underarter finns listade i Catalogue of Life.